# ДКЖ
ДКЖ — микрорайон в составе Дзержинского района Перми.

## География
Микрорайон расположен в левобережной части города, ограничен зоной отчуждения железной дороги у станции Пермь II. Восточная граница микрорайона проходит по улице Локомотивная (граница с микрорайоном Светлый), западная по улице Зои Космодемьянской (граница с микрорайоном Парковый), южная по улице Подлесная.

## Название
Микрорайон имеет фактически два названия. Употребляемое в 1940-х годах название Железнодорожный после постройки Дворца культуры железнодорожников все чаще стало заменяться простой и удобной аббревиатурой ДКЖ, тем более, что на это название (Железнодорожный) в Дзержинском районе есть конкурент – микрорайон Заречный в левобережной части города. В 2020-е годы снова возник вопрос названия микрорайона, но окончательного решения по новому названию еще не принято. 

## История
История микрорайона начинается с 1934 года, когда здесь начал застраиваться кооперативный поселок железнодорожников (местное название Черняевский поселок, использовано на плане города 1938 года). До Великой Отечественной войны здесь располагалось около 30 домов. После войны здесь также был устроен барачный городок для немецких военнопленных. В 1940-е годы поселок уже известен как Железнодорожный. В 1956 году был открыт Дворец культуры железнодорожников. 
В 1980-х годах определенное развитие получила западная часть микрорайона, смыкающаяся с микрорайоном Парковый. Однако основная часть микрорайона до начала 2000-х годов представляла собой жилой район с малоэтажным и крайне изношенным жилым фондом. 
Близкое расположение микрорайона к центру Перми привлекает внимание девелоперских фирм. Появляются самые различные пафосные проекты застройки данной территории типа «Пермь-Сити», не имеющие глубокого экономического обоснования. Тем не менее, определенное жилищное строительство идет. В ближайшем будущем ожидается решение транспортной проблемы – создание транспортного коридора от улицы Строителей до улицы Барамзиной, что создаст условия для постройки будущего городского автовокзала, объединенного со станцией Пермь II в единый транспортно-пересадочный узел.

## Улицы
Основные улицы микрорайона: Локомотивная, Барамзиной, Зои Космодемьянской, Подлесная, Василия Каменского, проспект Парковый, Углеуральская и Боровая.

## Образование
Средняя школа № 146.

## Инфраструктура
Станция Пермь II.  Клиническая больница «РЖД-Медицина». Стадион «Локомотив».

## Транспорт
Через микрорайон проходят многочисленные автобусные маршруты, соединяющие центр города и станцию Пермь II с западными и юго-западными кварталами города: 10, 11, 12, 14, 30, 40, 50, 54, 56, 64, 67, 74.

## Достопримечательности
Дом культуры железнодорожников.